# Малтаква
Малтаква (груз. მალთაყვა) — село в Грузии, на территории Ланчхутского муниципалитета края (мхаре) Гурия.

## География
Село находится в западной части Грузии, на западном берегу Чёрного моря, на расстоянии приблизительно 25 километров (по прямой) к западу от города Ланчхути, административного центра муниципалитета. Абсолютная высота — 2 метра над уровнем моря.

## Население
По результатам официальной переписи населения 2014 года, в Малтакве проживало 53 человека (27 мужчин и 26 женщин). В национальной структуре населения грузины составляли 81,1 %, русские — 17 %, украинцы — 1,9 %.
| Год  | Население, человек |
| ---- | ------------------ |
| 2002 | 86                 |
| 2014 | ↘ 53               |